# غيسان (اسم)
غيسان هو اسم علم مذكر من أصل عربي، ومعناه هو الممتلئ شبابًا الجميل الناعم.

## وصلات خارجية
- موسوعة السلطان قابوس لأسماء العرب نسخة محفوظة 5 أبريل 2019 على موقع واي باك مشين.